# NGC 375
NGC 375 је елиптична галаксија у сазвежђу Рибе која се налази на NGC листи објеката дубоког неба.
Деклинација објекта је + 32° 20' 55" а ректасцензија 1h 7m 5,8s. Привидна величина (магнитуда) објекта NGC 375 износи 14,5 а фотографска магнитуда 15,5. NGC 375 је још познат и под ознакама ARP 331, NPM1G +32.0044, PGC 3953.